# Quibi
Quibi è stato un servizio streaming on demand esclusivo per cellulari e smartphone, creato nel 2018 ed entrato in funzione il 6 aprile 2020 fino alla chiusura, avvenuta sei mesi dopo nell'ottobre 2020.

## Storia
L'azienda viene fondata nell'agosto 2018 da Jeffrey Katzenberg e guidata dall'amministratore delegato Meg Whitman. Viene creato un fondo di un miliardo di dollari con undici investitori, tra cui aziende come The Walt Disney Company, NBCUniversal, Sony Pictures Entertainment, WarnerMedia, Liberty Global, ViacomCBS e Alibaba Group. Nel marzo 2020 viene annunciato anche un accordo con la società canadese Bell Canada Enterprises Inc.
Il servizio viene pensato per un pubblico giovanile con serie televisive composte da episodi di 10 minuti.

### Nome
Il nome nasce dalla fusione delle parole quick e bites, che insieme significano mordi e fuggi, la modalità di contenuti della piattaforma.

### In Italia
Quibi è stato disponibile anche in Italia a partire dal 7 aprile 2020, ma i contenuti non hanno mai avuto né sottotitoli né doppiaggio in italiano.

### L'insuccesso
Nel maggio 2020 Jeffrey Katzenberg analizza i deludenti risultati della piattaforma, dando la colpa alla pandemia di Covid-19, e annunciando il taglio del budget dedicato al marketing e il rinvio di molti contenuti al 2021.

### Chiusura
Il 21 ottobre 2020, l'amministratore delegato Margaret Cushing Whitman ed il fondatore Jeffrey Katzenberg hanno annunciato la chiusura del servizio per fallimento.

## Contenuti
Per il primo anno viene preventivata una spesa di 1,1 miliardi di dollari per la produzione di materiale originale: 8.500 episodi, per un totale di 175 serie.
Tra le prime serie in produzione distribuite da Quibi emergono Chrissy's Court con Christine Teigen, il documentario della BBC Fierce Queens e la serie #FreeRayshawn prodotta da Antoine Fuqua con Stephan James e Laurence Fishburne.
La serie televisiva Spielberg's After Dark, serie horror scritta e creata da Steven Spielberg e disponibile per la visione solo di notte, è stata annunciata ma mai distribuita. Anche la serie di genere reality Killing Zac Efron con Zac Efron e suo fratello Dylan non è mai stata distribuita. Un'altra serie che sarebbe stata inclusa nei contenuti della piattaforma era una serie televisiva live-action basata sul manga horror di Junji Itō Tomie, scritta e prodotta da David Leslie Johnson-McGoldrick per la regia di Alexandre Aja e con l'attrice Adeline Rudolph nel ruolo della protagonista. Anche la serie Frat Boy Genius con Evan Spiegel è stata annunciata, ma nell'aprile del 2020 il progetto è stato cancellato.

## Produzioni originali (parziale)

### Serie televisive di genere drammatico
- Most Dangerous Game (2020)
- Survive (2020)
- When the Streetlights Go On (2020)
- 50 States of Fright (2020)
- #FreeRayShawn (2020)
- The Stranger (2020)
- Don't Look Deeper (2020)
- The Fugitive (2020)
- Wireless (2020)
- The Expecting (2020)

### Serie televisive di genere commedia
- Flipped (2020)
- Agua Donkeys (2020)
- Dummy (2020)
- Royalties (2020)
- Home Movie: The Princess Bride (2020)
- Die Hart (2020)
- Mapleworth Murders (2020)

### Documentari
- &Music (2020)
- Fierce Queens (2020)
- I Promise (2020)
- NightGowns (2020)
- Nikki Fre$h (2020)

### Reality
- Cup of Joe (2020)
- Skrrt with Offset (2020)